# Dekanat Orzysz – św. Jana Pawła II
Dekanat Orzysz – jeden z 22 dekanatów w rzymskokatolickiej diecezji ełckiej powołany przez biskupa Jerzego Mazura 30 września 2020 roku. Patronem dekanatu został ustanowiony Jan Paweł II.

## Parafie
W skład dekanatu wchodzi 6 parafii:
- parafia Niepokalanego Serca Najświętszej Marii Panny – Okartowo
- parafia Matki Bożej Szkaplerznej – Orzysz
- parafia Najświętszego Serca Pana Jezusa – Orzysz
- parafia Matki Bożej Wspomożenia Wiernych – Klusy
- parafia Matki Bożej Gietrzwałdzkiej – Kociołek Szlachecki
- parafia Matki Bożej Królowej Polski – Miłki

## Sąsiednie dekanaty
Ełk – MB Fatimskiej, Ełk – Świętej Rodziny, Giżycko – św. Krzysztofa, Giżycko – św. Szczepana Męczennika, Biała Piska, Mikołajki, Pisz